# СК Камбюр
СК „Камбюр“ (на нидерландски: Sportclub Cambuur и SC Cambuur, Спортклуб Камбюр) е нидерландски футболен клуб, базиран в град Леуварден. Играе мачовете си на стадион Камбюрстадион. От 2008 до 2010 г. старши треньор на отбора е бившият нидерландски вратар-национал Стенли Мензо.

## Успехи
През сезон 1991-1992 г. успява за първи път да влезе в най-високото ниво на нидерландския футбол Ередивиси като става шампион на Ерсте дивиси. През сезони 1996-1997 г. и 1997-1998 г. завършва втори в Ерсте дивиси, но не успява да влезе в Ередивиси. През сезон 2012-2013 отново е шампион на Ерсте дивиси и за втори път влиза в Ередивиси. През 2020/21 отново е шампион в Еерстедивиси и влиза в елита.

## Рекорди
На 29 март 2010 г. СК Камбюр постига най-голямата си победа в Ерсте дивиси като побеждава като домакин отбора на ФК Ос с 8-1.

## Български футболисти
- Филип Кръстев: 2021 наем (3 мача - 0 гола)